# Wintershouse
Wintershouse (Duits: Wintershausen ) is een gemeente in het Franse departement Bas-Rhin (regio Grand Est) en telt 613 inwoners (1999). De plaats maakt deel uit van het arrondissement Haguenau.

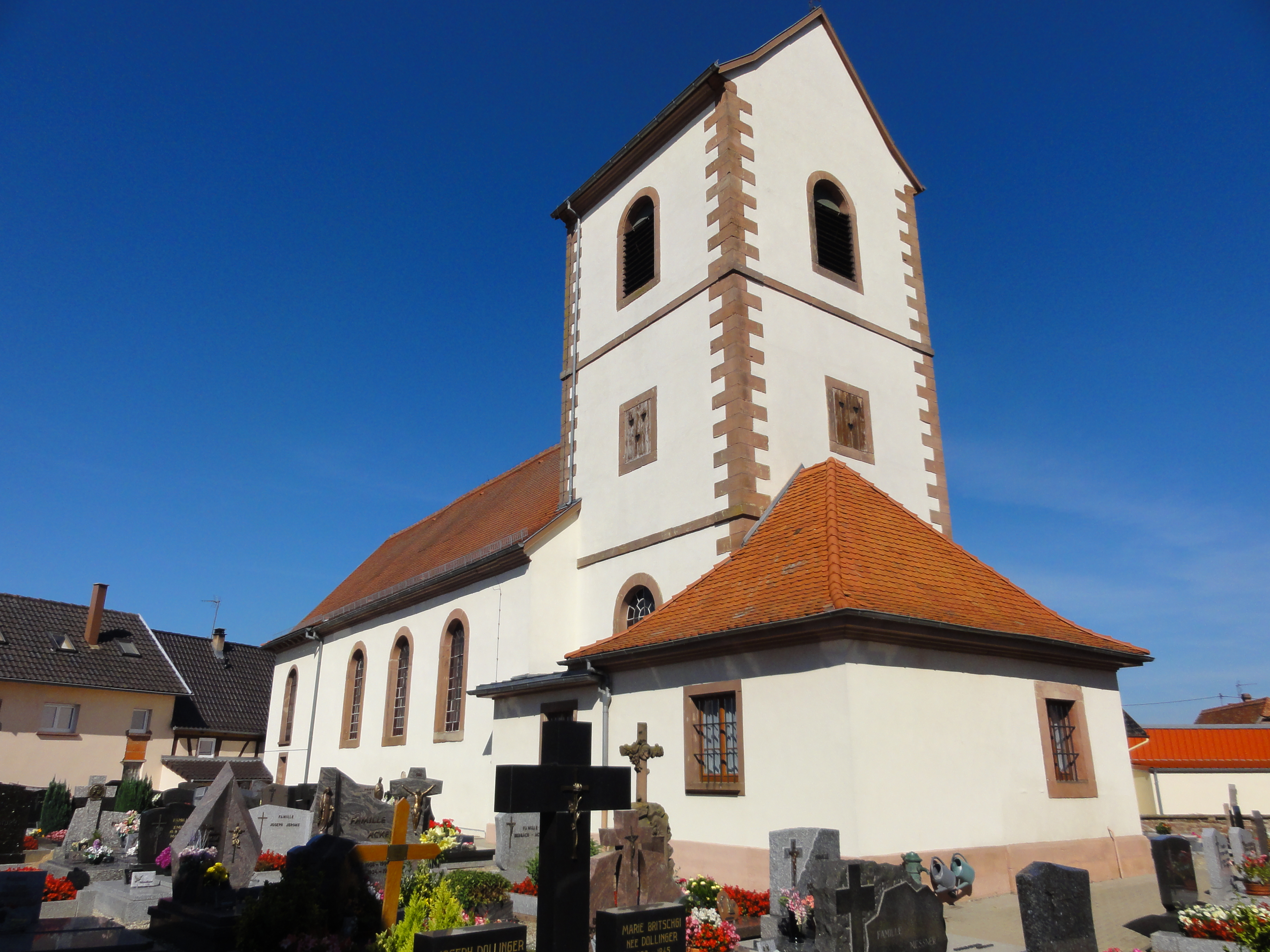
Kerk van St Georges
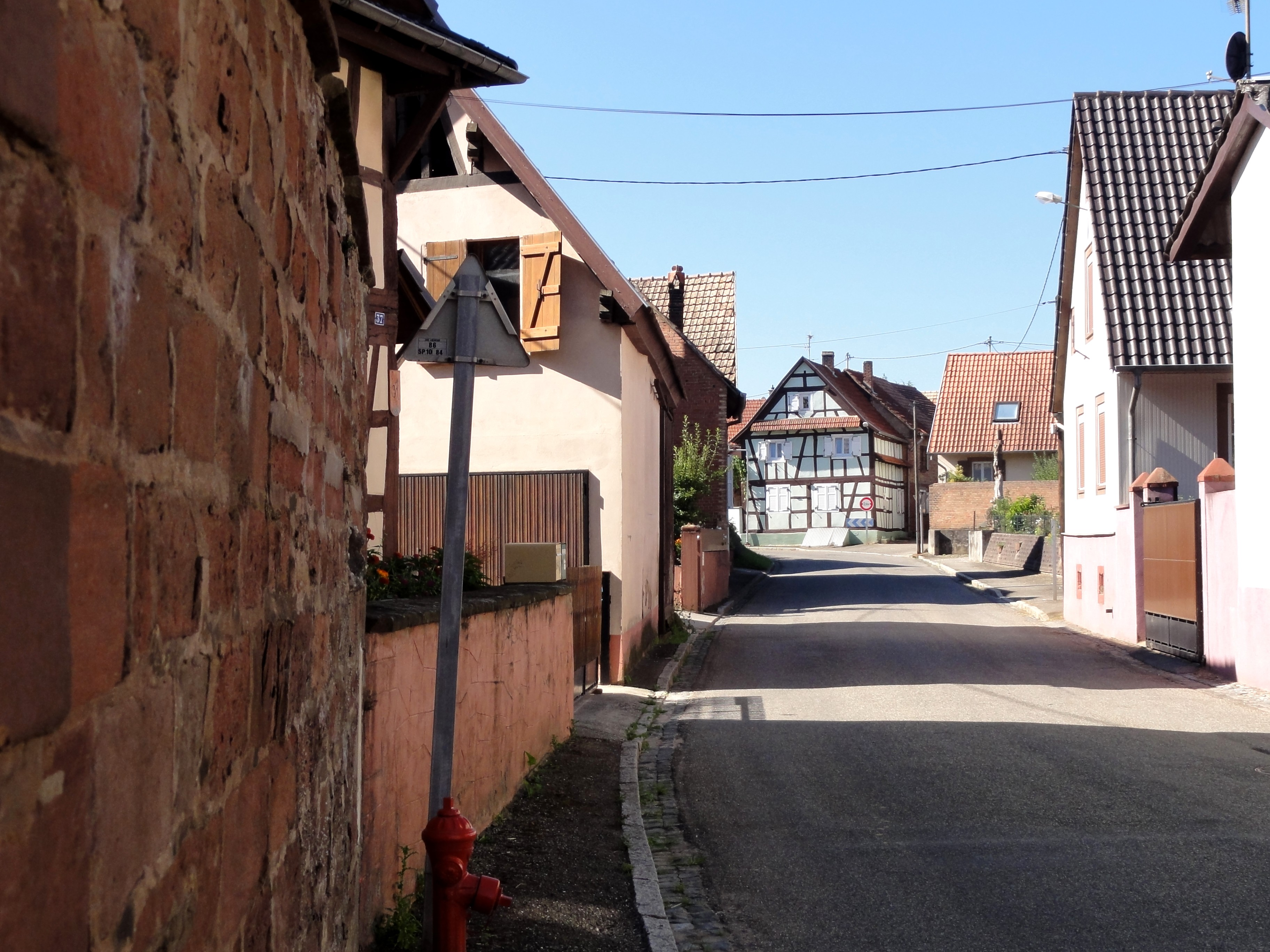
Wintershouse / Wintershausen

## Geografie
De oppervlakte van Wintershouse bedraagt 3,7 km², de bevolkingsdichtheid is 165,7 inwoners per km².
De onderstaande kaart toont de ligging van Wintershouse met de belangrijkste infrastructuur en aangrenzende gemeenten.

## Demografie
Onderstaande figuur toont het verloop van het inwonertal (bron: INSEE-tellingen).